# Das Dreimäderlhaus
Personnages
- Franz Schubert (Ténor)
- Baron Franz von Schober, poète (ténor)
- Moritz von Schwind, peintre (Baryton)
- Leopold Kupelwieser, dessinateur (Basse)
- Johann Michael Vogl, chanteur d'opéra (basse)
- Christian Tschöll (basse)
- Marie Tschöll, sa femme
- Hederl, Haiderl, Hannerl, leurs filles (toutes soprano)
- Mademoiselle Lucia Grisi, chanteuse (soprano)
- Andreas Bruneder (baryton)
- Ferdinand Binder (baryton)
- Nowotny, un confident
- Un serveur
- Un gentleman
- Une dame
- Schani, un piccolo
- Rosi, la femme de chambre de Grisi
- Mme Brametzberger, concierge
- Mme Weber, voisine
- Sali, la bonne de Tschöll
- Stingl, boulanger
- Krautmayr, inspecteur
- Musiciens, enfants, bonnes, dames et messieurs de la société, gendarmes

Das Dreimäderlhaus (en français La Maison des trois jeunes filles) est une opérette de Heinrich Berté sur un livret de Heinz Reichert et Alfred Maria Willner.
La figure centrale de l'opérette est le compositeur Franz Schubert, dont Berté utilise la musique comme base qu'il modifie légèrement pour sa partition.

## Argument

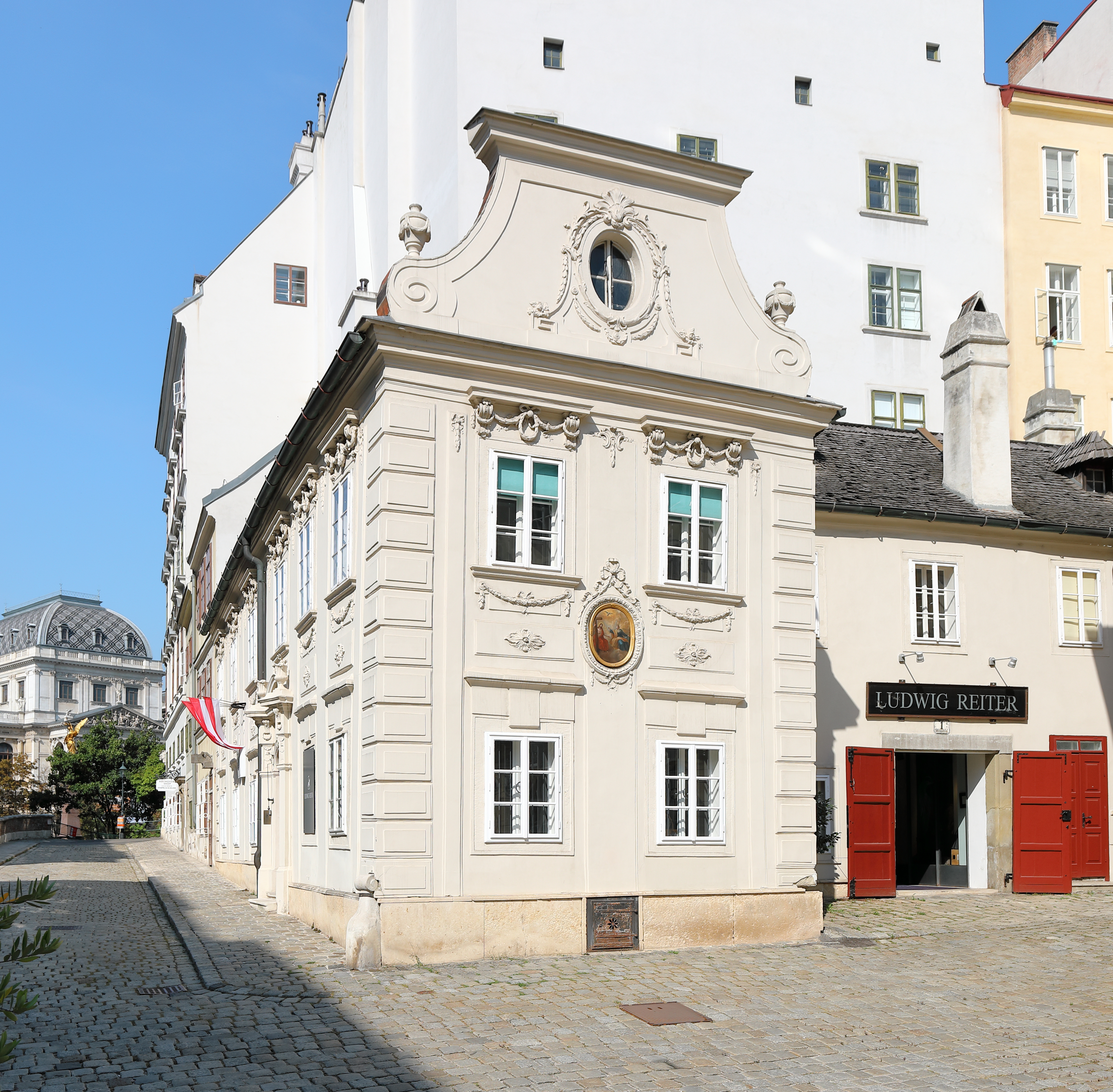
Le soi-disant "Maison des Trois jeunes filles" à Schreyvogelgasse 10 dans le 1er arrondissement de Vienne.

Vienne en 1826, deux ans avant la mort de Schubert.
Le vitrier de la cour Christian Tschöll et sa femme Marie ont trois jolies filles en âge de se marier : Hederl, Haiderl et Hannerl. Toutes les trois vivent toujours chez leurs parents, c'est pourquoi beaucoup appellent affectueusement leur propriété la "Dreimäderlhaus". Le compositeur Franz Schubert a également trouvé un logement dans cette maison. Il reçoit à nouveau ses amis Franz von Schober, Moritz von Schwind, Johann Michael Vogl und Leopold Kupelwieser. Ils sont de bonne humeur, parlent avec le vin et chantent. Les trois filles ont pris place à la table voisine avec le maître sellier Andreas Bruneder et le maître de poste Ferdinand Binder. Ce que le vieux Tschöll ne sait pas encore, mais soupçonne : ses filles Hederl et Haiderl se sont récemment fiancées aux deux cavaliers. Lorsqu'ils voient leur futur beau-père approcher, elles s'enfuient rapidement. Franz von Schober informe Tschöll des fiançailles de ses filles Hederl et Haiderl avec Andreas Bruneder et Ferdinand Binder et défie sa bénédiction.
Hannerl est tombé amoureuse de Schubert. Afin d'être proche de lui le plus souvent possible, elle lui demande de lui donner des cours de chant. Le compositeur n'y est que trop disposé, puisqu'il avait lui-même un œil sur la jeune fille. Mais il est trop timide pour lui avouer son amour.
Hederl et Bruneder ainsi que Haiderl et Binder célèbrent un double mariage. Johann Michael Vogl, le chanteur le plus adulé de l'Opéra de la Cour de Vienne, interprète quelques airs de son ami Schubert. Le public est fou d'excitation. La star féminine de l'opéra, la soprano Lucia Grisi, fait également partie des invitées. C'est une personne plutôt facile à vivre qui a une liaison avec deux hommes en même temps, d'une part avec Franz von Schober et d'autre part avec un diplomate scandinave. Quand elle remarque comment Schober parle à Hannerl, elle devient jalouse. Elle voit Hannerl comme une rivale et lui confie que Franz est un homme extrêmement négligent qui n'est pas digne d'elle. Elle parle de Franz von Schober, mais Hannerl pense que la chanteuse voulait dire Franz Schubert. Dès lors, son intérêt pour le musicien s'est éteint.
À l'exception de Hannerl et de ses parents, tous les invités ont maintenant quitté la fête. Soudain, Schubert et Schober reviennent. Ce dernier veut répondre à une demande de son ami Schubert et chante sa chanson d'amour.
Schubert entend faire à sa bien-aimée Hannerl une déclaration d'amour à sa manière. Mais Hannerl ne réalise pas ce qu'il y a derrière. Au contraire, elle croit que Franz von Schober la courtise et le trouve tout à fait charmant. Il ne faut pas longtemps non plus à ces deux-là pour devenir un couple. Franz Schubert renonce et cherche une consolation dans la musique.

## Orchestration
| Instrumentation de Das Dreimäderlhaus          |
| Bois                                           |
| 2 flûtes, 2 hautbois, 2 clarinettes, 2 bassons |
| Cuivres                                        |
| 4 cors, 2 trompettes, 3 trombones              |
| Cordes pincées                                 |
| 1 harpe                                        |
| Percussions                                    |
| Tambours                                       |

## Histoire
Heinrich Berté est un compositeur relativement sans succès de ballets et d'opéra au début de sa carrière. En 1911, grâce à son frère Emil Berté, devenu un éditeur musical, l'écrivain Alfred Maria Willner lui offre un livret pour une opérette sur Franz Schubert d'après le roman Schwammerl de Rudolf Hans Bartsch, qu'il compose d'abord avec sa propre musique, mais après s'être rendu compte que c'est un échec, il adapte la musique bien connue par Franz Schubert.
Après une première extrêmement réussie, l'œuvre est rapidement traduite en 22 langues et jouée dans plus de 60 pays. Les premières productions à Vienne, Berlin et autres lieux ont plus de 600 représentations. Bien que fortement critiquée, l'œuvre devient l'opérette la plus jouée après Die Fledermaus de Johann Strauss II.
En 1921, Sigmund Romberg adapte la musique d'opérette pour la comédie musicale Blossom Time pour Broadway et en 1922 George H. Clutsam en Lilac Time pour Londres. En France, elle prend le nom de La Maison des trois jeunes filles ou Chanson d'amour.

## Adaptations
- Das Dreimäderlhaus, film allemand réalisé par Richard Oswald, sorti en 1918.
- La Maison des trois jeunes filles, film austro-suisse réalisé par Ernst Marischka, sorti en 1958.

## Source de la traduction
- (de) Cet article est partiellement ou en totalité issu de l’article de Wikipédia en allemand intitulé « Das Dreimäderlhaus » (voir la liste des auteurs).